# قوچولو
قوچولو (به لاتین: Qoçulu) یک منطقه مسکونی در جمهوری آذربایجان است که در شهرستان کردامیر واقع شده است. قوچولو ۶۳۰ نفر جمعیت دارد.